# Войтасик, Ига
Ига Войтасик (пол. Iga Wojtasik; род. 28 июня 2000 года, Эльблонг, Варминьско-Мазурское воеводство) — польская конькобежка, бронзовый призёр чемпионата мира и серебряный призёр чемпионата Европы в командном спринте, 4-кратная чемпионка Польши и 8-кратная призёр чемпионата Польши. Участница зимних Олимпийских игр 2022 года. Выступает за команду "AZS AWF Katowice".

## Биография
Ига Войтасик начала кататься на коньках в школе на занятиях физкультуры, и заниматься конькобежным спортом стала в 11 лет в Эльблонге. С 2011 года она соревновалась в молодёжных соревнованиях, а в сезоне 2016/17 дебютировала на юниорском Кубке мира. В 2017 году впервые выступила на взрослом национальном чемпионате Польши. В следующие 2 года Ига стала 5-кратным призёром юниорского чемпионата Польши. Она выиграла в 2020 и 2021 годах серебряные медали на чемпионате Польши в командной гонке преследования.
В сезоне 2021/22 Войтасик стала чемпионкой Польши в командной гонке и в командном спринте, а также на чемпионате мира среди Университетов в Лейк-Плэсиде выиграла в командной гонке преследования. Через год участвовала впервые на чемпионате Европы в Хамаре, где заняла 13-е место в сумме спринта, следом на зимней Универсиаде в Лейк-Плэсиде выиграла серебро в забеге на 1000 м и золото в командной гонке. В марте на чемпионате мира на отдельных дистанциях в Херенвене заняла 22-е место в забеге на 500 м и 6-е в командном спринте.
В январе 2024 года Ига Войтасик на своём втором чемпионате Европы в Херенвене стала серебряным призёром в командном спринте и заняла лучшее 7-е место в индивидуальной гонке на 500 м. В феврале на чемпионате мира на отдельных дистанциях в Калгари она впервые завоевала бронзовую медаль в командном спринте, доказав ещё раз, что она командный игрок. В самом конце сезона выиграла национальный чемпионат в спринтерском многоборье и на  чемпионате мира в спринтерском многоборье в Инцелле заняла 16-е место. 

## Личная жизнь
Ига Войтасик проводит много времени со своей кошкой, любит покушать и кофе. Она изучает спортивный менеджмент в Академии физического воспитания имени Ежи Кукучки в Катовице. Состоит в паре с польским конькобежцем Гавелом Официальским.